# Simone Vanni
Simone Vanni (Pisa, 16 de febrer de 1979) és un esportista italià ja retirat que va competir en esgrima, especialista en la modalitat de floret.
Va participar en els Jocs Olímpics d'Atenes 2004, obtenint una medalla d'or en el torneig per equips (juntament amb Andrea Cassarà i Salvatore Sanzo) i el 5è lloc en la prova individual.
Va guanyar sis medalles en el Campionat Mundial d'Esgrima entre els anys 2002 i 2009, i cinc medalles en el Campionat d'Europa d'esgrima entre els anys 2001 i 2009.

## Palmarès internacional
| Jocs Olímpics      | Jocs Olímpics           | Jocs Olímpics | Jocs Olímpics     |
| Any                | Lloc                    | Medalla       | Prova             |
| ------------------ | ----------------------- | ------------- | ----------------- |
| 2004               | Atenes ( Grècia)        | 1             | Floret per equips |
| Campionat del món  |                         |               |                   |
| Any                | Lloc                    | Medalla       | Prova             |
| 2002               | Lisboa ( Portugal)      | 1             | Floret individual |
| 2003               | l'Havana ( Cuba)        | 1             | Floret per equips |
| 2003               | l'Havana ( Cuba)        | 2             | Floret individual |
| 2005               | Leipzig ( Alemanya)     | 2             | Floret per equips |
| 2006               | Torí ( Itàlia)          | 3             | Floret per equips |
| 2009               | Antalya ( Turquia)      | 1             | Floret per equips |
| Campionat d'Europa |                         |               |                   |
| Any                | Lloc                    | Medalla       | Prova             |
| 2001               | Coblenza ( Alemanya)    | 1             | Floret individual |
| 2002               | Moscou ( Rússia)        | 1             | Floret per equips |
| 2005               | Zalaegerszeg ( Hongria) | 1             | Floret per equips |
| 2007               | Gant ( Bèlgica)         | 3             | Floret per equips |
| 2009               | Plòvdiv ( Bulgària)     | 1             | Floret per equips |